# 5087 Emelʹyanov
Az 5087 Emelʹyanov (ideiglenes jelöléssel 1978 RM2) a Naprendszer kisbolygóövében található aszteroida. Nyikolaj Sztyepanovics Csernih fedezte fel 1978. szeptember 12-én.